# تور دوچرخه‌سواری لمباردی
تور دوچرخه‌سواری لمباردی (انگلیسی: Tour of Lombardy) یک تور دوچرخه‌سواری در ایتالیا است.
این تور که در استان لمباردی برگزار می‌شود از سال ۱۹۰۵ تاکنون سالانه در یک روز انجام می‌شود.

## قهرمانی بر پایه کشور
| قهرمانی | کشور                                    |
| ------- | --------------------------------------- |
| ۶۸      | ایتالیا                                 |
| ۱۲      | بلژیک                                   |
| ۱۱      | فرانسه                                  |
| ۵       | سوئیس                                   |
| ۴       | جمهوری ایرلند                           |
| ۳       | هلند                                    |
| ۲       | اسپانیا                                 |
| ۱       | لیتوانی · لوکزامبورگ · روسیه · بریتانیا |